# Bistum Ozieri
Das Bistum Ozieri (lat.: Dioecesis Octeriensis o Othierensis, ital.: Diocesi di Ozieri) ist eine auf Sardinien gelegene Diözese der römisch-katholischen Kirche in Italien. Der Bischofssitz ist in der Stadt Ozieri.
Es gehört zur Kirchenprovinz Sassari in der Kirchenregion Sardinien und ist ein Suffragandiözese des Erzbistums Sassari.

## Geschichte
Das Bistum wurde im 13. Jahrhundert als Bistum Bisarchio (lat.: Dioecesis Bisarchiensis) gegründet und am 8. Dezember 1503 aufgelöst. 1804 wurde es unter seinem alten Namen neu gegründet und am 12. Februar 1915 in Bistum Ozieri umbenannt.

## Weblinks

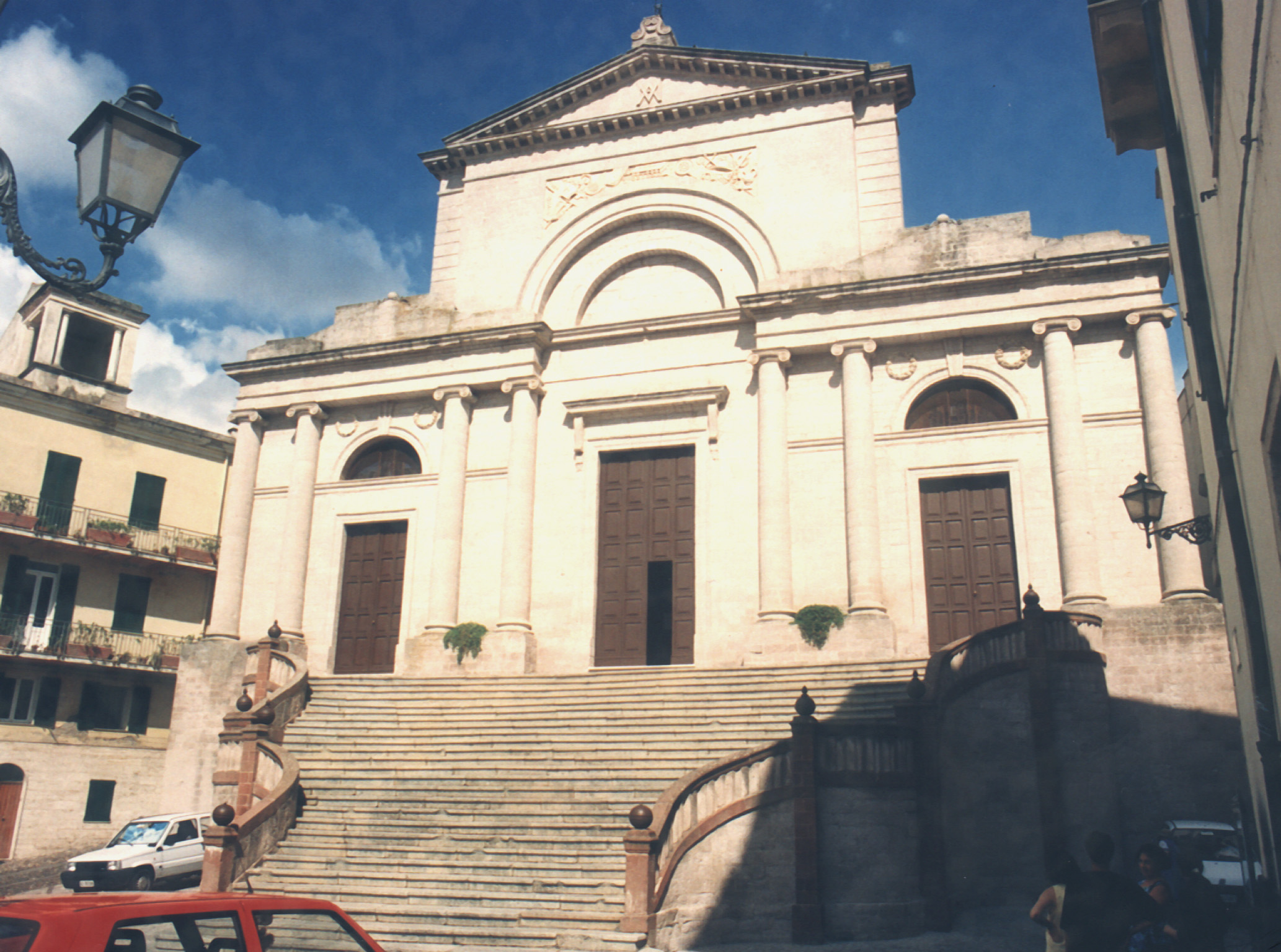
Cattedrale della Immacolata Concezione in Ozieri